# Orden partizanske zvijezde
Orden partizanske zvijezde bilo je odlikovanje SFRJ u tri stupnja. Orden partizanske zvijezde prvog, drugog i trećeg reda ustanovio je Josip Broz Tito 15. kolovoza 1943. Ukazom o odlikovanjima u narodno-oslobodilačkoj borbi. Zakonom o izmjenama i dopunama Zakona o odlikovanjima FNRJ od 1. ožujka 1961. izvršena je izmjena naziva ordena, pa od tad orden ima sljedeće stupnjeve:
- Orden partizanske zvijezde sa zlatnim vijencem (ranije I. red) - 9. u važnosnom slijedu jugoslavenskih odlikovanja
- Orden partizanske zvijezde sa srebrnim vijencem (ranije II. red) - 17. u važnosnom slijedu jugoslavenskih odlikovanja
- Orden partizanske zvijezde s puškama (ranije III. red) - 29. u važnosnom slijedu jugoslavenskih odlikovanja

Prvotno se Orden I. reda dodjeljivao za "umješnost u komandovanju i naročite zasluge u borbi", Orden II. reda za "hrabrost i podvige boraca". Orden III. reda za "hrabrost i požrtvovnost u borbi". Kasnije su se sva tri stupnja odlikovanja dodjeljivala "starješinama oružanih snaga SFRJ, za uspješno komandiranje jedinicama oružanih snaga, za umješnost u rukovođenju brobenim djelovanjima i za pokazanu naročitu hrabrost u ratu". Odlikovanje se, dakle, dodjeljivalo za vojne zasluge.
- Orden partizanske zvijezde sa zlatnim vijencem
- Orden partizanske zvijezde sa srebrnim vijencem
- Orden partizanske zvijezde s puškama